# Bandera de Moçambic
La bandera de Moçambic fou adoptada l'11 de maig de 1983. Presenta la imatge d'un fusell AK-47 i és l'única bandera del món que representa un fusell modern.
La bandera està basada en la del Front d'Alliberament de Moçambic (Frelimo). La bandera del FRELIMO fou usada durant un breu període, just després de la independència del país de Portugal. La bandera actual s'hi assembla molt i l'emblema no ha canviat.
El 2005 es va organitzar un concurs per crear una nova bandera per a l'estat. S'hi van enviar més de 100 proposicions, però la que es va escollir no va agradar a la Renamo. També es va canviar l'himne nacional. La població favorable al Frelimo no volia retirar la imatge del fusell d'assalt AK-47 que simbolitza els combats del poble per a la independència del país; els canvis proposats no van agradar a la població, que es va manifestar en contra d'aquestos. Finalment l'afer fou posposat.

## Simbologia
- Verd: l'herba i la riquesa del sòl
- Negre: el continent africà
- Groc: les riqueses minerals
- Blanc: la pau
- Vermell: el combat del poble per a la independència

## Els emblemes
- L'estrella groga: la solidaritat del poble i la creença en el socialisme.
- El llibre: l'educació
- L'aixada: els pagesos i l'agricultura
- L'AK-47: la determinació del poble per tal de protegir la seva llibertat.

## Banderes històriques

Última bandera de l'Àfrica oriental portuguesa.
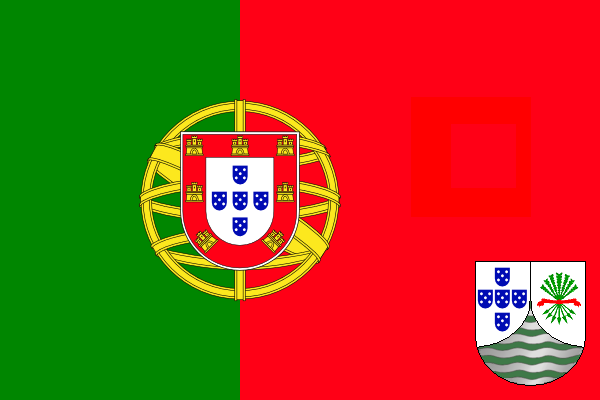
Proposta de bandera de l'Àfrica oriental portuguesa.
Bandera de Moçambic del 5 de setembre de 1974 al 25 de juny de 1975.
Bandera de Moçambic del 25 de juny de 1975 a l'abril de 1983.
Bandera de Moçambic de l'abril a l'11 de maig de 1983 (adopció provisional pel Congrés del Frelimo)